# Кабінет міністрів Узбекистану
Кабінет Міністрів Республіки Узбекистан — уряд Узбекистану, який є органом виконавчої влади країни, що забезпечує керівництво ефективного функціонування економіки, соціальної і духовної сфери, виконання законів, інших рішень Олій Мажліса, Указів та розпоряджень Президента. Кабінет Міністрів здійснює свою діяльність на основі Закону «Про Кабінет Міністрів Республіки Узбекистан». Кабінет Міністрів очолює систему органів державного управління і створюваних ним органів господарського управління, забезпечує їх узгоджену діяльність. Кабінет Міністрів у своїй діяльності відповідальний перед Президентом і Олій Мажлісом Республіки Узбекистан. Постанови і розпорядження Кабміну підписуються особисто Прем'єр-міністром.

## Історія
12 червня 2017 року президент Узбекистану своєю постановою скоротив число віце-прем'єрів на одного.
20 січня 2020 року уряд Узбекистану пішов у відставку перед новим парламентом.

## Функції
Кабінет Міністрів у межах своїх повноважень:
- вживає заходів щодо забезпечення сталого економічного зростання, макроекономічної збалансованості, реформування і структурних перетворень економіки;
- організовує розробку і виконання Державного бюджету Республіки Узбекистан і бюджетів державних цільових фондів, основних напрямів податкової та бюджетної політики з урахуванням прогнозів і найважливіших програм економічного і соціального розвитку Республіки Узбекистан;
- розробляє і забезпечує реалізацію програм розвитку, технічної, технологічної модернізації та диверсифікації пріоритетних галузей економіки, програм комплексного соціально-економічного розвитку територій;
- створює умови для вільного підприємництва, перш за все на основі розвитку приватної власності, скорочення рівня присутності держави в економіці до стратегічно і економічно обґрунтованих розмірів, широкої приватизації, вживає заходів щодо усунення всіх перешкод і обмежень на шляху розвитку малого і приватного підприємництва, створенню сприятливого ділового клімату і умов інвестування, демонополізації економіки;
- сприяє здійсненню заходів щодо зміцнення грошової і кредитної системи в Республіці Узбекистан, забезпечення стабільності банківських та інших фінансових інститутів;
- вживає заходів щодо розвитку ринкових відносин і впровадження сучасних технологій в аграрному секторі, розвитку меліоративних та іригаційних мереж, збереженню і покращенню якості земельних і раціонального використання водних ресурсів, вдосконалення системи управління сільським господарством;
- удосконалює методи державного управління, зокрема на основі принципів електронного уряду, стимулює впровадження сучасних принципів і методів господарського та корпоративного управління, заснованих на ринкових принципах;
- розробляє пропозиції про вдосконалення структури державного управління, про утворення, реорганізацію та ліквідацію міністерств, державних комітетів, відомств та інших органів державного і господарського управління Республіки Узбекистан;
- забезпечує розвиток, підвищення якості та ефективності системи освіти, створює умови для широкого доступу до безперервної освіти, здійснює заходи щодо реалізації пріоритетних напрямів розвитку науки і технологій;
- реалізує заходи щодо розвитку системи охорони здоров'я, підвищення рівня медичного обслуговування, збереження і зміцнення здоров'я населення, впровадження принципів здорового способу життя, забезпечення санітарно-епідеміологічного благополуччя;
- сприяє розвитку культури, мистецтва, фізичної культури і спорту, забезпечення широкого доступу до культурних цінностей, повноправної участі громадян у суспільному і культурному житті;
- розробляє і реалізує програми створення робочих місць і забезпечення зайнятості населення, забезпечує функціонування систем соціального захисту, соціального і пенсійного забезпечення громадян, сприяє захисту сім'ї, материнства і дитинства, вживає заходів щодо реалізації державної молодіжної політики;
- здійснює заходи щодо раціонального використання природних ресурсів, проведення природоохоронних заходів та реалізації великих екологічних програм республіканського і міжнародного значення, вживає заходів щодо ліквідації наслідків великих аварій і катастроф, а також стихійних лих;
- сприяє здійсненню заходів щодо забезпечення державної безпеки і обороноздатності, охорони державних кордонів Республіки Узбекистан, захисту інтересів держави, охорони громадського порядку;
- забезпечує представництво Республіки Узбекистан в іноземних державах і в міжнародних організаціях, укладає міжурядові договори, вживає заходів до їх виконання;
- здійснює керівництво у сфері зовнішньоекономічної діяльності, науково-технічного і культурного співробітництва[3].

## Поточний склад[4]
| Посада | Ім'я та прізвище        |
| --- | ----------------------- |
| Прем'єр-міністр Республіки Узбекистан - Секретаріат з питань молодіжної політики, культури, духовності, засобів масової інформації, творчих і громадських організацій; - Секретаріат з питань розвитку телекомунікацій, IT-технологій та інноваційної діяльності, забезпечення інформаційної безпеки. | Абдулла Аріпов          |
| Заступники Прем'єр-міністра |                         |
| Перший заступник Прем'єр-міністра — з питань комплексного розвитку територій, комунікацій і оборонної промисловості - Секретаріат з питань комплексного розвитку територій, комунікацій і оборонної промисловості.                                                                                    | Ачілбай Раматов         |
| Заступник Прем'єр-міністра — міністр економіки і промисловості Республіки Узбекистан - Секретаріат з питань макроекономічного аналізу, структурних перетворень, фінансово-банківської системи і приватного підприємництва                                                                             | Джамшид Кучкаров        |
| Заступник Прем'єр-міністра — міністр інвестицій і зовнішньої торгівлі Республіки Узбекистан - Секретаріат з питань інвестицій та зовнішньоекономічних зв'язків | Сардор Умурзаков        |
| Заступник Прем'єр-міністра - Секретаріату з питань соціального розвитку | Мусаєв Бехзод Анварович |
| Заступник Прем'єр-міністра з питань розвитку аграрної і продовольчої сфер - Секретаріат з питань розвитку аграрної і продовольчої сфер | Уктам Барноєв           |

### Міністри
| Посада                                                    | Ім'я та прізвище        |
| --------------------------------------------------------- | ----------------------- |
| Міністр економіки і промисловості                         | Джамшид Кучкаров        |
| Міністр фінансів                                          | Тимур Ішметов           |
| Міністр транспорту                                        | Ельяр Ганієв            |
| Міністр зайнятості та трудових відносин                   | Нозім Хусанов           |
| Міністр вищої і середньої спеціальної освіти              | Іном Маджидов           |
| Міністр народної освіти                                   | Шерзод Шерматов         |
| Міністр дошкільної освіти                                 | Агрепіна Шин            |
| Міністр інвестицій і зовнішньої торгівлі                  | Сардор Умурзаков        |
| Міністр внутрішніх справ                                  | Пулат Бобожонов         |
| Міністр енергетики                                        | Алішер Султанов         |
| Міністр водного господарства                              | Шавкат Хамраєв          |
| Міністр житлово-комунального обслуговування               | Музаффар Салієв         |
| Міністр охорони здоров'я                                  | Алішер Шадманов         |
| Міністр інноваційного розвитку                            | Іброхім Абдурахмонов    |
| Міністр закордонних справ                                 | Абдулазіз Камілов       |
| Міністр культури                                          | Озодбек Назарбеков      |
| Міністр оборони                                           | Баходір Курбанов        |
| Міністр з розвитку інформаційних технологій і комунікацій | Шухрат Садиков          |
| Міністр сільського господарства                           | Жамшид Ходжаєв          |
| Міністр будівництва                                       | Ботир Закіров           |
| Міністр фізичної культури і спорту                        | Дільмурод Набієв        |
| Міністр з надзвичайних ситуацій                           | Турсінхан Худайбергенов |
| Міністр юстиції                                           | Русланбек Давлетов      |

### Голови державних комітетів
| Посада                                                                                         | Ім'я та прізвище             |
| ---------------------------------------------------------------------------------------------- | ---------------------------- |
| Голова державного комітету з ветеринарії                                                       | Бахромжон Норкобілов (в. о.) |
| Голова державного комітету з геології і мінеральних ресурсів                                   | Бобир Ісламов                |
| Голова державного комітету із земельних ресурсів, геодезії, картографії та державного кадастру | Абдушукур Абдуллаєв          |
| Голова державного комітету з лісового господарства                                             | Нізоміддін Бакіров           |
| Голова державного податкового комітету                                                         | Бехзод Мусаєв                |
| Голова державного комітету з розвитку туризму                                                  | Азіз Абдухакімов             |
| Антимонопольний комітет Республіки Узбекистан                                                  | Равшан Гулямов               |
| Голова державного комітету зі статистики                                                       | Баходір Бегалов              |
| Голова державного митного комітету                                                             | Муротжон Азімов              |
| Голова Державного комітету з екології та охорони навколишнього середовища                      | Бахром Кучкаров              |

- Відповідно до статті 98 Конституції, голова Ради Міністрів Республіки Каракалпакстан за посадою входить до складу Кабінету Міністрів Республіки Узбекистан.

## Розташування
Апарат уряду Республіки Узбекистан розташований за адресою: 100078, м. Ташкент, Будинок Уряду, пл. Мустакіллік, 5.

## Зарплата
Станом на 2019 рік зарплата міністрів — 1,727 млн сум (приблизно 205 доларів США).